# Les Délices de Capharnaüm

Les Délices de Capharnaüm est le titre générique d'une collection d'essais par Robert de Montesquiou parue en 1921. Il est dédié à Madame Émile Straus (Geneviève Halévy).

## Chapitres
- 1. Inutiles Plaintes ;
- 2. La Scène du théâtre et la scène du Monde ;
- 3. Le Nouveau Règne du silence. (Le Cinéma) ;
- 4. La Fête "chez Maria" ;
- 5. Du Côté pratique des Couronnes ;
- 6. Propos interrompus et enchaînement d'idées ;
- 7. Une étoile pittoresque. (Mademoiselle Mistinguett) ;
- 8. Le Pardon arraché ;
- 9. L'Enfant gâté ;
- 10. Le Multiple Sosie ;
- 11. Fanfan-Gaga ;
- 12. La Délectation morose ;
- 13. L'Embusqué nu ;
- 14. Le Goût du jour.